# Korean War Veterans Memorial
Il Korean War Veterans Memorial è un museo che si trova vicino al Lincoln Memorial nella città di Washington, negli Stati Uniti d'America.
Il Korean War Veterans Memorial è un monumento creato per ricordare i veterani della Guerra di Corea tra i coreani e gli statunitensi.